# Mariano Constante
Mariano Constante Campo (Capdesaso, Huesca, 18 de abril de 1920 - Montpellier, Francia, 20 de enero de 2010) fue un escritor español, cuyas publicaciones versan principalmente acerca de la experiencia de los republicanos españoles en los campos de concentración nazis durante la Segunda Guerra Mundial.
Combatiente en la guerra civil española, con el rango militar de teniente en la 43 División del Ejército republicano español y militante de las Juventudes Socialistas Unificadas (JSU), pasó al exilio en Francia en febrero de 1939. Enrolado en 1939 en una Compañía de Trabajadores Extranjeros al servicio del Ejército francés, cayó prisionero de los alemanes en junio de 1940. Permanece varios meses en el Stalag (campo de prisioneros de Guerra) XVII-A  situado en Kaisersteinbruch, Austria. En abril de 1941 es deportado al campo de Mauthausen (Austria), donde recibe el número de preso 4584; siguió en el campo central de Mauthausen hasta su liberación en mayo de 1945.
Militó en el Partido Comunista de España en el exilio, aunque según afirmación propia a finales de la década de los 60 se había apartado de la disciplina de dicho partido. Tras su regreso a Francia en 1945 siguió viviendo en ese país hasta su fallecimiento.

## Obras
- "La maldición:memorias"
- Los años rojos.
- Yo fui ordenanza de los SS.
- Republicanos aragoneses en los campos nazis.
- (con Eduardo Pons Prades) Los cerdos del Comandante
- (con Manuel Razola, colaboración de Patricio Serrano) Triángulo Azul
- "Semblanzas de un combatiente de la 43ª division, de Broto a Puigcerda."
- "Tras Mauthausen"

### Filmografía
- Mauthausen, una mirada española, de Aitor Fernández-Pacheco (Chaya films -Francia- 2008/TVE). Documental de 83 minutos sobre Mauthausen, a través del testimonio de Mariano Constante y de sus vivencias en este campo nazi.